# فرانك أفيري
فرانك أفيري (بالإنجليزية: Frank Avery)‏ هو سياسي أمريكي، ولد في 1830. حزبياً، نشط في الحزب الجمهوري. وقد انتخب عضو جمعية ولاية ويسكونسن وانتخب عضو مجلس ولاية ويسكونسن.